# Hogna angusta
Hogna angusta là một loài nhện trong họ Lycosidae.
Loài này thuộc chi Hogna. Hogna angusta được Albert Tullgren miêu tả năm 1901.